# Condado de Chambers (Alabama)
O Condado de Chambers é um condado localizado na parte centro-oriental do estado norte-americano do Alabama, EUA. De acordo com o censo de 2022, sua população é de 34.088 habitantes. A sede é a cidade de La Fayette, e sua maior cidade é Valley.  Seu nome é uma homenagem a Henry H. Chambers, senador do Alabama. 

## História
Antes do contato com os descendentes de europeus, sabe-se que a atual área do condado fora ocupada pela Nação Creek. O Condado foi estabelecido em 18 de dezembro de 1832.
Pat Garrett, o xerife conhecido por matar o fora-da-lei Billy the Kid, nasceu próximo a vila de Cusseta em 1850.
Joe Louis, "The Brown Bomber", renomado campeão de boxe na categoria de peso-pesado, nasceu próximo a LaFayette, em Buckalew Mountain, em 1914.
Em 1980, o condado de Chambers uniu suas quatro vilas fabris para criar a cidade de Valley, a qual se tornou, atualmente, a maior cidade no condado.

## Geografia
De acordo com o censo, sua área total é de 1.562 km², destes sendo 1.546 km² (99,02%) de terra e 16 km² (0,98%) de água.

### Condados adjacentes
- Condado de Randolph, norte
- Condado de Troup (Geórgia), leste
- Condado de Harris (Geórgia), sudeste
- Condado de Lee, sul
- Condado de Tallapoosa, oeste

## Transportes

### Principais rodovias
- Interstates 85
- U.S. Route 29
- U.S. Route 280
- U.S Route 431
- State Route 50
- State Route 77
- State Route 147

## Demografia
De acordo com o censo de 2022:
- População total: 34.088 habitantes
- Densidade: 22 hab/km².
- Residências: 16.462
- Famílias: 13.123
- Composição da população: 
  - Brancos: 56,8%
  - Negros: 40,5%
  - Nativos americanos e do Alaska: 0,4%
  - Asiáticos: 0,9%
  - Duas ou mais  raças: 1,3%
  - Hispânicos ou latinos: 2,9%

## Comunidades

### Cidades
- LaFayette (sede)
- Lanett
- Valley

### Vilas
- Cusseta

- Five Points
- Waverly (parcialmente no condado de Lee)

### Áreas censitárias
- Abanda
- Fredonia
- Huguley
- Penton
- Standing Rock

### Comunidades não-incorporadas
- Milltown

- Oak Bowery
- Oakland
- Red Level
- Stroud
- Welch
- White Plains

### Cidades-fantasma
- Cedric

## Na cultura popular
- O condado é o pano de fundo de alguns filmes, tal como Mississippi Burning.